# Стокхолм
Стокхолм (швед. Stockholm) је главни и најнасељенији град Шведске, као и највећа урбана област у нордијским земљама. Приближно 980.000 људи живи у општини, од којих је 2,1 милион у урбаној зони и 2,4 милиона у градској области. Град се простире на четрнаест острва где се језеро Меларен улива у Балтичко море. Изван града на истоку, и дуж обале, налази се ланац острва Стокхолмског архипелага. Подручје је насељено још од каменог доба, у 6. миленијуму пре нове ере, а као град га је основао 1252. године шведски државник Биргер Јарл. Такође је и седиште округа Стокхолм. Очекује се да ће број становника општине Стокхолм достићи милион људи 2024. године.
Стокхолм је културни, медијски, политички и економски центар Шведске. Сам регион Стокхолма чини више од једне трећине БДП-а земље, и налази се међу првих 10 региона у Европи по БДП-у по глави становника. Оцењен као Алфа− глобални град, највећи је у Скандинавији и главни центар за корпоративно седиште у нордијском региону. У граду се налазе неки од најбољих универзитета у Европи, као што су Каролинска институт, Стокхолмска економска школа, Краљевски институт за технологију КТХ и Универзитет у Стокхолму. Он је домаћин годишње церемоније доделе Нобелове награде и банкета у Стокхолмској концертној дворани и Градској кући Стокхолма. Један од најцењенијих музеја у граду, Музеј Васа, је најпосећенији неуметнички музеј у Скандинавији. Стокхолмски метро, отворен 1950. године, добро је познат по уређењу својих станица; називана је најдужом уметничком галеријом на свету. Шведска национална фудбалска арена налази се северно од центра града, у Солни. Авичи Арена, национална дворана, налази се у јужном делу града. Град је био домаћин Летњих олимпијских игара 1912.
Стокхолм је седиште шведске владе и већине њених агенција, укључујући највише судове у правосуђу, и званичне резиденције шведског монарха и премијера. Влада има седиште у згради Росенбада, Риксдаг (шведски парламент). Стокхолмска палата је званична резиденција и главно радно место шведског монарха, док палата Дротнингхолм у суседном Екероу служи као приватна резиденција краљевске породице.

## Порекло назива
Назив града води порекло од старошведских речи Сток (Stock) и Холм (holm) и буквалном преводу значи „место или утврда на острвцету“. Ово има смисла ако се зна да се најстарији (и данас средишњи) део града управо налази на острвцету Хелгеандхолмен.

## Географија
Град Стокхолм се налази у источном делу Шведске и Скандинавског полуострва.
Удаљеност Стокхолма од важних градова у окружењу:
- од Гетеборга, другог по величини града у држави, град је удаљен 470 km североисточно;
- од главног града Норвешке, Осла, град је удаљен 520 km источно;
- од главног града Финска, Хелсинкија, град је удаљен 520 km западно (морем);
- од главног града Летоније, Риге, град је удаљен 550 km северозападно (морем);
- од Малмеа, трећег по величини града у држави, град је удаљен 610 km североисточно;
- од главног града Данске, Копенхагена, град је удаљен 660 km североисточно.

### Рељеф
Стокхолм се развио близу источне обале Балтичког мора. Град се развио на стратешки месту где је раздаљина између великог шведског језера Меларен и Балтичког мора најмања. Стога је дати положај стратешки важан — град је образован како би штитио улаз у систем језера, која су „срж“ унутрашњости земље. Градско подручје бреговито, а надморска висина се креће се 0-50 м.

### Клима
Према Кепеновој класификацији климата Стокхолм има умереноконтиненталну климу. Због севернијег положаја града, дневна светлост доста варира од више од 18 сати средином лета, до само 6 сати крајем децембра. Упркос свом положају, Стокхолм има релативно благе температуре и много топлије и сунчаније време током године од већине других места на сличним латитудама, или чак од неких што су јужније, углавном због утицаја Голфске струје. Град годишње има 1.981 сунчаних сати.
Лета су топла и пријатна са просечном дневном највишом температуром од 20—22 °C (68—72 °F) и најнижом од 13 °C (55 °F), али температура често прелази 25 °C (77 °F). Зиме су хладне са просечном температуром од −5—1 °C (23—34 °F), и ретко пада испод −10 °C (14 °F). Пролеће и јесен колебају се од хладних до благих. Највиша температура икада измерена у Стокхолму је 34,4 °C (93,9 °F); најнижа је −28,3 °C (−18,9 °F). Годишња количина падавина је 539 mm (21,2 in) са 164 влажна дана. Снег углавном пада од децембра до марта.
| Клима Стокхолма, 1981—2010 (пад. и сун. 1961—1990, екст. 1756—) | Клима Стокхолма, 1981—2010 (пад. и сун. 1961—1990, екст. 1756—) | Клима Стокхолма, 1981—2010 (пад. и сун. 1961—1990, екст. 1756—) | Клима Стокхолма, 1981—2010 (пад. и сун. 1961—1990, екст. 1756—) | Клима Стокхолма, 1981—2010 (пад. и сун. 1961—1990, екст. 1756—) | Клима Стокхолма, 1981—2010 (пад. и сун. 1961—1990, екст. 1756—) | Клима Стокхолма, 1981—2010 (пад. и сун. 1961—1990, екст. 1756—) | Клима Стокхолма, 1981—2010 (пад. и сун. 1961—1990, екст. 1756—) | Клима Стокхолма, 1981—2010 (пад. и сун. 1961—1990, екст. 1756—) | Клима Стокхолма, 1981—2010 (пад. и сун. 1961—1990, екст. 1756—) | Клима Стокхолма, 1981—2010 (пад. и сун. 1961—1990, екст. 1756—) | Клима Стокхолма, 1981—2010 (пад. и сун. 1961—1990, екст. 1756—) | Клима Стокхолма, 1981—2010 (пад. и сун. 1961—1990, екст. 1756—) | Клима Стокхолма, 1981—2010 (пад. и сун. 1961—1990, екст. 1756—) |
| Показатељ \ Месец                                               | .Јан.                                                           | .Феб.                                                           | .Мар.                                                           | .Апр.                                                           | .Мај.                                                           | .Јун.                                                           | .Јул.                                                           | .Авг.                                                           | .Сеп.                                                           | .Окт.                                                           | .Нов.                                                           | .Дец.                                                           | .Год.                                                           |
| --------------------------------------------------------------- | --------------------------------------------------------------- | --------------------------------------------------------------- | --------------------------------------------------------------- | --------------------------------------------------------------- | --------------------------------------------------------------- | --------------------------------------------------------------- | --------------------------------------------------------------- | --------------------------------------------------------------- | --------------------------------------------------------------- | --------------------------------------------------------------- | --------------------------------------------------------------- | --------------------------------------------------------------- | --------------------------------------------------------------- |
| Апсолутни максимум, °C (°F)                                     | 11,0 (51,8)                                                     | 12,2 (54)                                                       | 17,8 (64)                                                       | 26,1 (79)                                                       | 29,0 (84,2)                                                     | 32,2 (90)                                                       | 36,0 (96,8)                                                     | 35,4 (95,7)                                                     | 27,9 (82,2)                                                     | 20,2 (68,4)                                                     | 14,0 (57,2)                                                     | 12,7 (54,9)                                                     | 36,0 (96,8)                                                     |
| Максимум, °C (°F)                                               | 0,5 (32,9)                                                      | 0,6 (33,1)                                                      | 3,9 (39)                                                        | 9,9 (49,8)                                                      | 16,4 (61,5)                                                     | 20,1 (68,2)                                                     | 23,0 (73,4)                                                     | 21,4 (70,5)                                                     | 15,8 (60,4)                                                     | 9,9 (49,8)                                                      | 4,8 (40,6)                                                      | 1,7 (35,1)                                                      | 10,7 (51,3)                                                     |
| Просек, °C (°F)                                                 | −1,6 (29,1)                                                     | −1,7 (28,9)                                                     | 1,2 (34,2)                                                      | 6,0 (42,8)                                                      | 11,7 (53,1)                                                     | 15,7 (60,3)                                                     | 18,8 (65,8)                                                     | 17,6 (63,7)                                                     | 12,7 (54,9)                                                     | 7,7 (45,9)                                                      | 3,0 (37,4)                                                      | −0,3 (31,5)                                                     | 7,6 (45,7)                                                      |
| Минимум, °C (°F)                                                | −3,7 (25,3)                                                     | −3,9 (25)                                                       | −1,5 (29,3)                                                     | 2,1 (35,8)                                                      | 7,0 (44,6)                                                      | 11,3 (52,3)                                                     | 14,5 (58,1)                                                     | 13,8 (56,8)                                                     | 9,6 (49,3)                                                      | 5,5 (41,9)                                                      | 1,2 (34,2)                                                      | −2,3 (27,9)                                                     | 4,5 (40,1)                                                      |
| Апсолутни минимум, °C (°F)                                      | −32 (−26)                                                       | −30 (−22)                                                       | −25,5 (−13,9)                                                   | −22,0 (−7,6)                                                    | −6,5 (20,3)                                                     | 0,0 (32)                                                        | 4,3 (39,7)                                                      | 2,0 (35,6)                                                      | −3,5 (25,7)                                                     | −9,0 (15,8)                                                     | −18 (0)                                                         | −22,5 (−8,5)                                                    | −32,0 (−25,6)                                                   |
| Количина падавина, mm (in)                                      | 39 (1,54)                                                       | 27 (1,06)                                                       | 29 (1,14)                                                       | 29 (1,14)                                                       | 32 (1,26)                                                       | 55 (2,17)                                                       | 65 (2,56)                                                       | 59 (2,32)                                                       | 52 (2,05)                                                       | 49 (1,93)                                                       | 47 (1,85)                                                       | 45 (1,77)                                                       | 531 (20,91)                                                     |
| Дани са падавинама (≥ 1.0 mm)                                   | 9                                                               | 7                                                               | 7                                                               | 6                                                               | 6                                                               | 9                                                               | 9                                                               | 9                                                               | 8                                                               | 9                                                               | 10                                                              | 10                                                              | 100                                                             |
| Сунчани сати — месечни просек                                   | 40                                                              | 72                                                              | 135                                                             | 185                                                             | 276                                                             | 292                                                             | 260                                                             | 221                                                             | 154                                                             | 99                                                              | 54                                                              | 33                                                              | 1.821                                                           |
| Извор #1: Météo Climat                                          |                                                                 |                                                                 |                                                                 |                                                                 |                                                                 |                                                                 |                                                                 |                                                                 |                                                                 |                                                                 |                                                                 |                                                                 |                                                                 |
| Извор #2: SMHI                                                  |                                                                 |                                                                 |                                                                 |                                                                 |                                                                 |                                                                 |                                                                 |                                                                 |                                                                 |                                                                 |                                                                 |                                                                 |                                                                 |

### Воде
Стокхолм се налази близу источне обале Шведске, односно западне обале Балтичког мора. На датом месту Балтичко море је најуже, тј. ту се обале Шведске и суседне Финске највише приближавају, што је стратешки значајно. У односу на унутрашњост такође се увиђа стратешки значај Стокхолма, пошто је град смештен на кратком реци Нордстрем, која повезује оближње језеро Меларен, треће по величини у држави, и Балтичко море. Река такође дели историјске покрајине Упланд и Седерманланд, па се и град подељен између њих.
Средишњи делови Стокхолма налазе се на 14 острва који се настављају на Стокхолмски архипелаг. Скоро 30% града чине пловни путеви и још 30% чине паркови и зелене површине; 2009. Стокхолм је од Европске комисије добио титулу прве „Европске зелене престонице“.

## Историја
Подручје Стокхолма било је насељено у раном средњем веку. Први помен града под данашњим називом везан је за годину 1252. Првобитно, град се развио као лука за извоз гвоздене руде из рудника у градском залеђу (област Бергслаген). Захваљујући овоме град је брзо постао значајно средиште трговине. Град је ускоро постао ханзеатска испостава насељена и Немцима. Они су чини градску власт до 1478. године.
Престоница Шведске град је „де факто“ постао 1436. Приликом ослобађања Шведске од данске врховне власти 1520. године у граду се десио покољ. 1523. године ту је устоличен први шведски краљ Густав Васа. Шведска убрзо постаје најважнији чинилац у политици северне Европе.
Ове околности омогућиле су брз раст града, посебно трговине, тако да је он 1600. године прешао цифру од 10 хиљада житеља. 1634. године Стокхолм је и званично постао престоница државе. Међутим, град нису мимоишле ни повремене пошасти. Тако је 1710. године од куге страдало око 20 хиљада становника или 36%.
У другој половини 19. века, са појавом индустрије и изградњом железничке мреже, долази до новог препорода града. Стокхолм доживљава благостање, које траје и дан-данас. Као очита слика тога овде су одржане Летње олимпијске игре 1912.
После Другог светског рата град је досегао своје управне границе. Тада је започета масовна изградња бројних предграђа. У њима данас живи готово исто толико становника као и у граду.

## Становништво
Стокхолм је данас највећи град у држави. Град има око 870.000 становника (податак из 2010. г.), а шире градско подручје близу 1,4 милиона становника. Метрополитенско подручје има, пак, близу 2,1 милиона становника. Последњих деценија број становника у градском подручју брзо расте, посебно у предграђима.
До средине 20. века Стокхолм су насељавали искључиво етнички Швеђани. Међутим, са јачањем усељавања у Шведску, становништво града је постало шароликије. По последњим подацима око 73% чине етнички Швеђани, док су остало усељеници. Најстарију досељеничку скупину чине Финци, чије је досељавање трајало до током прве половине 20. века. Данас су значајне скупине досељеника из Босне и Херцеговине, Сирије, Турске, Ирана.

## Привреда
Као и сви већи главни градови и Стокхолм се по својој привреди махом ослања на терцијарни и квартерни сектор, односно на трговину, услуге, управу, пословање, банкарство, образовање и науку.
Град је посебно везан за савремену индустрију из области електронике, рачунарства и информационих технологија. Светски позната предузећа из ових области, као што су „Електролукс“ и „Ериксон“, имају своја седишта у овом граду. Такође, Стокхолм је данас значајно поморско средиште, са огромном и технолошки модерном луком.
Са друге стране, некадашња тешка индустрија и тежак саобраћај данас су махом измештени из града, што омогућује остварење високих еколошких стандарда градског живота.

### Саобраћај
Стокхолм је најважније саобраћајно чвориште у Шведској и једно најважнијих у северној Европи. Град је најважније чвориште ауто-путева и железничких пруга у држави, а градска лука је огромна и савремена.
Стокхолм опслужују чак три аеродрома:
- Међународни аеродром „Арланда“ је највећи аеродром. Налази се 37 km северно од Стокхолма;
- Аеродром Стокхолм-Брома је граду најближи аеродром, свега 7,5 km северозападно од средишта Стокхолма;
- Аеродром Стокхолм-Скавста је нешто удаљенији од Стокхолма (око 100 km југозападно), али је значајан за нискотарифне летове.

Јавни превоз
Спрам своје величине, Стокхолм има изузетно развијену и разгранату мрежу јавног превоза. По последњим подацима то је и најскупљи јавни превоз на свету. Њега чине метро, два система градске и три система приградске железнице, мрежа трамвајских и аутобуских линија. Стокхолмски метро је далеко најважнији вид превоза, и има 3 линије.

## Знаменитости
Стокхолм је познат по свом очуваном старом језгру, али и по бројним „зеленим зонама“ града (паркови, алеје, парк-шуме), по чијем је уделу један од првих у свету. Окосница града је средњовековно градско језгро, тзв. Гамла Стан (у преводу Стари град) са средњовековним одликама — неправилна мрежа узаних улица и тргова на острву.
Северно од Гамле налази се део града настао у доба академизма, крајем 19. и почетком 20. века, препознатљив по булеварима, алејама, палатама и здањима управе и културе. То је политичко и економско „срце“ града.
Од појединачних грађевина потребно је издвојити:
- Немачка црква (Tyska kyrkan), у Гамли, из 16. века
- Кућа племића (Riddarhuset), из 17. века
- Бодне дворац (Bondeska palatset), из 17. века
- Државни универзитет (Tessinska palatset), из 17. века,
- Краљевска шведска опера, крај 19. века
- Градска кућа Стокхолма, прва трећина 20. века
- Стокхолмско градско читалиште, прва трећина 20. века

Град је већ деценијама стециште савремене архитектуре, па је последњих година подигнуто много нових четврти и велелепних „хајтек“ зграда.

## Партнерски градови
- Кали
- Београд
- Копенхаген
- Хелсинки
- Истанбул
- Кијев
- Нук
- Осло
- Рејкјавик
- Санкт Петербург
- Тунис
- Сарајево
- Тирана
- Торсхавн
- Сиракуза
- Басано дел Грапа
- Адис Абеба
- Подгорица
- Hargeisa
- Вилњус
- Мексико Сити
- Талин
- Рига

## Галерија
- Краљевски двор
- Трг Стуреплан 1938. године
- Хоторгет блокови 1-5
- Мариаторгет
- Ниброплан у Стокхолму 1953. године
- Бласиехолмен и хотел „Гранд“ у Стокхолму
- Авичи арена
- Зграда Риксдаг, Стокхолму
- Дворац Дротнингхолм
- Поглед на Стокхолм 1928. године
- Парк Кунгстрадгарден сликан између 1890—1905.
- Гарнисионен, најдужа пословна зграда у Шведској